# Селдовія-Вілледж (Аляска)
Селдовія-Вілледж (англ. Seldovia Village) — переписна місцевість (CDP) в США, в окрузі Кенай штату Аляска. Населення — 199 осіб (2020).

## Географія
Селдовія-Вілледж розташована за координатами 59°27′38″ пн. ш. 151°34′28″ зх. д. / 59.46056° пн. ш. 151.57444° зх. д. (59.460451, -151.574374).  За даними Бюро перепису населення США в 2010 році переписна місцевість мала площу 49,85 км², з яких 46,97 км² — суходіл та 2,87 км² — водойми.

## Демографія
Згідно з переписом 2010 року, у переписній місцевості мешкало 165 осіб у 74 домогосподарствах у складі 47 родин. Густота населення становила 3 особи/км².  Було 196 помешкань (4/км²).
Расовий склад населення:
| - 58,2 % — білих - 26,1 % — корінних американців - 1,2 % — чорних або афроамериканців - 0,6 % — азіатів |

До двох чи більше рас належало 13,9 %. Частка іспаномовних становила 2,4 % від усіх жителів.
За віковим діапазоном населення розподілялося таким чином: 16,4 % — особи молодші 18 років, 64,8 % — особи у віці 18—64 років, 18,8 % — особи у віці 65 років та старші. Медіана віку мешканця становила 48,5 року. На 100 осіб жіночої статі у переписній місцевості припадало 129,2 чоловіків;  на 100 жінок у віці від 18 років та старших — 122,6 чоловіків також старших 18 років.
Середній дохід на одне домашнє господарство  становив 71 812 долари США (медіана — 59 250), а середній дохід на одну сім'ю — 81 908 доларів (медіана — 62 292). За межею бідності перебувало 10,9 % осіб, у тому числі 26,9 % дітей у віці до 18 років та 5,3 % осіб у віці 65 років та старших.
Цивільне працевлаштоване населення становило 88 осіб. Основні галузі зайнятості: науковці, спеціалісти, менеджери — 27,3 %, будівництво — 14,8 %, публічна адміністрація — 13,6 %, освіта, охорона здоров'я та соціальна допомога — 12,5 %.